# Bernard iz Perugie
Bernard I. iz Perugie (Perugia, o. 1140. - Split, 1217.), talijanski benediktinac, splitski nadbiskup i metropolit. Prvi je poznati splitski nadbiskup koji je nosio naslov primasa.
Rodio se u Perugi u Toskani. U ranoj mladosti stupio je u benediktinski red u Fernetu, gradu biskupije Chiusi, gdje je započeo školovanje. Kasnije studira u Bologni gdje je završio teologiju i crkveno pravo, a jedno vrijeme je i predavao na tamošnjem sveučilištu.
Krajem 12. stoljeća bio je u službi kardinala Grgura de Crescentia koji ga je uzeo za svog kapelana. Zajedno odlaze na ugarski dvor radi crkvenih poslova, a tamo kralj Bela III. (1172. – 1196.) povjeravao Bernardu na odgoj svog sina Emerika. Na povratku kardinala Grgura i Bernarda iz Ugarske prema Rimu, zaustavljaju se u Splitu, gdje građani izabiru Bernarda za svog novog nadbiskupa 1198. godine.
U Split je donio mnogo dragocjenih rukopisa, bavio se knjigom, bio teološki pisac i zapažen govornik. Nadbiskup Bernard je, po svjedočenju Tome Arhiđakona (1200. – 1268.), autor knjige Contra hereticos i Liber sermonum.
Nadbiskup Bernard bio je pristaša ideja pape Inocenta III. Revno je provodio borbu protiv bogumila čije se učenje širilo iz Bosne u Dalmaciju. Protjerao je iz Splita i Trogira veći broj heretika, koji su zaklon pronašli u Bosni pod upravom bana Kulina. Nato je papa 1200. godine zatražio od ugarskog kralja Emerika da poduzme vojnu intervenciju protiv bogumila u Bosni, što je navelo bana Kulina da pošalje izaslanstvo u kojem se nalazio i nadbiskup Bernard u Rim. Bernard je potom na zahtjev pape poslan u Bosnu kako bi provjerio pravovjernost bana Kulina i podučio ga pravoj vjeri.
Godine 1215. nadbiskup Bernard je otišao u Rim na Četvrti Lateranski sabor koji je trebao utvrditi katoličke dogme protiv heretika. Dvije godine iza toga je umro, upravo u trenutku kada je kralj Andrija II. boravio sa svojim križarima u Splitu.